# Ocotlán Zapotec (jezik)
Ocotlán Zapotec (ocotlán oeste zapotec, zapoteco del poniente de ocotlán; ISO 639-3: zac), indijanski jezik velike porodice otomang, kojim govori 15 000 ljudi (1993 SIL) meksičkih Zapotec Indijanaca u središnjem dijelu južne Oaxace, oko Santiago Apóstola, Ocotlán, Meksiko. 
Jedan je od 54 individualna jezika zapotečkog makrojezika [zap]. Pismo: latinica.

## Vanjske poveznice
- Ethnologue (14th)
- Ethnologue (15th)